# Elyit
Elyit ist ein selten vorkommendes Mineral aus der Mineralklasse der „Sulfate (Selenate, Tellurate, Chromate, Molybdate und Wolframate)“. Er kristallisiert im monoklinen Kristallsystem mit der chemischen Zusammensetzung Pb4Cu[O2|(OH)4|SO4]·H2O, ist also ein wasserhaltiges Blei-Kupfer-Sulfat mit zusätzlichen Hydroxidionen.
Elyit ist durchsichtig und entwickelt nur kleine, tafelige oder nadelige bis prismatische Kristalle bis etwa einem Millimeter Länge. Diese sind meist in radialstrahligen oder büscheligen Mineral-Aggregaten angeordnet oder bilden faserige und verfilzte Matten von auffällig violetter Farbe und seidigem Glanz.

## Etymologie und Geschichte
Entdeckt wurde dieses Mineral 1964 in der „Ward Mine“ (auch „Silver King Mine“) bei Ward im White Pine County des US-Bundesstaates Nevada. Als neues Mineral vollständig beschrieben wurde es 1972 von Sidney A. Williams. Den Namen Elyit erhielt es zu Ehren von John H. Ely, einem Abenteurer, Goldsucher und Gründer einer Minengesellschaft aus dem 19. Jahrhundert.
Das Typmaterial des Minerals wird im Natural History Museum in London aufbewahrt (Register-Nr. 1972,193).

## Klassifikation
In der veralteten 8. Auflage der Mineralsystematik nach Strunz war der Elyit noch nicht aufgeführt.
In der zuletzt 2018 überarbeiteten Lapis-Systematik nach Stefan Weiß, die formal auf der alten Systematik von Karl Hugo Strunz in der 8. Auflage basiert, erhielt das Mineral die System- und Mineralnummer VI/B.10-040. Dies entspricht der Klasse der „Sulfate, Chromate, Molybdate und Wolframate“ und dort der Abteilung „Wasserfreie Sulfate, mit fremden Anionen“, wo Elyit zusammen mit Caledonit, Chenit, Grandviewit, Linarit, Mammothit, Munakatait und Schmiederit eine unbenannte Gruppe mit der Systemnummer VI/B.10 bildet.
Die von der International Mineralogical Association (IMA) zuletzt 2009 aktualisierte 9. Auflage der Strunz’schen Mineralsystematik ordnet den Elyit in die Klasse der „Sulfate (Selenate, Tellurate, Chromate, Molybdate und Wolframate)“ und dort in die Abteilung „Sulfate (Selenate usw.) mit zusätzlichen Anionen, mit H2O“ ein. Hier ist das Mineral in der Unterabteilung „Mit großen und mittelgroßen Kationen“ zu finden, wo es als einziges Mitglied eine unbenannte Gruppe mit der Systemnummer 7.DF.65 bildet.
In der vorwiegend im englischen Sprachraum gebräuchlichen Systematik der Minerale nach Dana hat Elyit die System- und Mineralnummer 30.01.02.01. Das entspricht der Klasse der „Sulfate, Chromate und Molybdate“ und dort der Abteilung „Wasserfreie Sulfate mit Hydroxyl oder Halogen“. Hier findet er sich innerhalb der Unterabteilung „Wasserfreie Sulfate mit Hydroxyl oder Halogen und (AB)m(XO4)pZq, mit m:p>2:1“ als einziges Mitglied in einer unbenannten Gruppe mit der Systemnummer 30.01.02.

## Kristallstruktur
Elyit kristallisiert im monoklinen Kristallsystem in der Raumgruppe P21/c (Raumgruppen-Nr. 14) mit den Gitterparametern a = 14,23 Å, b = 11,53 Å, c = 14,61 Å und β = 100,4° sowie acht Formeleinheiten pro Elementarzelle.
Farbgebend sind die Kupferionen, die planar quadratisch von vier Sauerstoffionen umgeben sind.
Die Kristalle sind entlang der kristallographischen b-Ache [010] gestreckt und tafelig nach c mit der dominanten Form {001}.

## Bildung und Fundorte

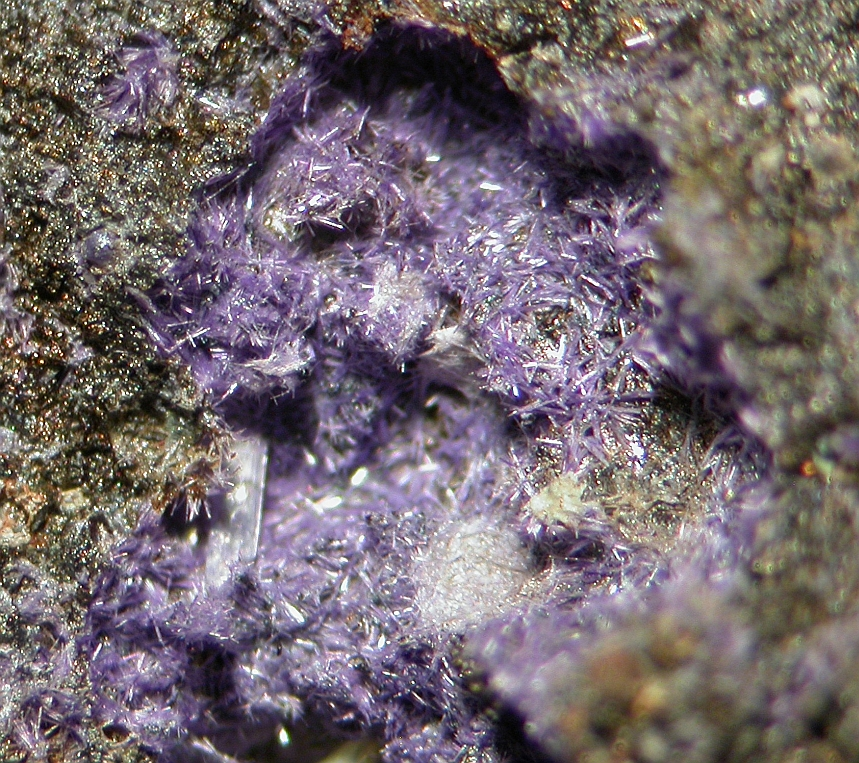
Elyit von der Schlackenhalde Bleyberg, Plombières, Belgien (Sichtfeld 5 mm)

Elyit bildet sich sekundär in der Oxidationszone von Sulfid-Lagerstätten und ist häufig auf Halden und in Schlacken zu finden. Als Begleitminerale können unter anderem Anglesit, Chalkopyrit, Cerussit, Galenit, Langit, Minium, Pyrit, Sphalerit und Serpierit auftreten.
Als seltene Mineralbildung konnte Elyit nur an wenigen Fundorten nachgewiesen werden, wobei bisher (Stand 2013) rund 80 Fundorte als bekannt gelten. Seine Typlokalität „Ward Mine“ (auch „Silver King Mine“) im White Pine County (Nevada) gilt dabei bisher als einziger Fundort in den USA, da die „Silver Hill Mine“ im Davidson County (North Carolina) als möglicher weiterer Fundort noch nicht bestätigt wurde.
In Deutschland kennt man das Mineral bisher vor allem aus dem Schwarzwald wie unter anderem bei Badenweiler-Sehringen, im Münstertal und der Grube Clara bei Oberwolfach. Weitere bekannte Fundorte in Deutschland sind unter anderem die Schlackenhalden bei Richelsdorf in Hessen, die Gruben Glücksrad nahe Clausthal-Zellerfeld und Herzog Julius bei Astfeld sowie die Schlackenhalde der Silberhütte Lautenthal in Niedersachsen, die Schlackenfelder der Blei-, Kupfer- und Zinkhütten bei Bönkhausen, Flandersbach nahe Heiligenhaus, Hüsten, Kall, Ramsbeck, Stolberg (Rheinland) und Zimmerseifen in Nordrhein-Westfalen sowie die Grube Neue Hoffnung bei Bleialf, die Blei-Silber-Schlackenhalden bei Braubach und der Grube Friedrichssegen und die Schlackenhalden der Grube Virneberg bei Rheinbreitbach in Rheinland-Pfalz.
In Österreich konnte Elyit unter anderem in den Schlackenhalden bei Waitschach und Sankt Martin am Silberberg / Hüttenberg in Kärnten, im Hüttwinkltal (Raurisertal) und in der Katastralgemeinde Schellgaden / Muhr in Salzburg, bei Walchen (Gemeinde Öblarn) in der Steiermark sowie auf den Schlackenhalden der Montanwerke Brixlegg in Tirol gefunden werden.
Weitere Fundorte liegen unter anderem in Belgien, Frankreich, Griechenland, Italien, Japan, Namibia, Südafrika und im Vereinigten Königreich (UK).